# Glannes
Glannes est une commune française, située dans le département de la Marne en région Grand Est.

## Géographie

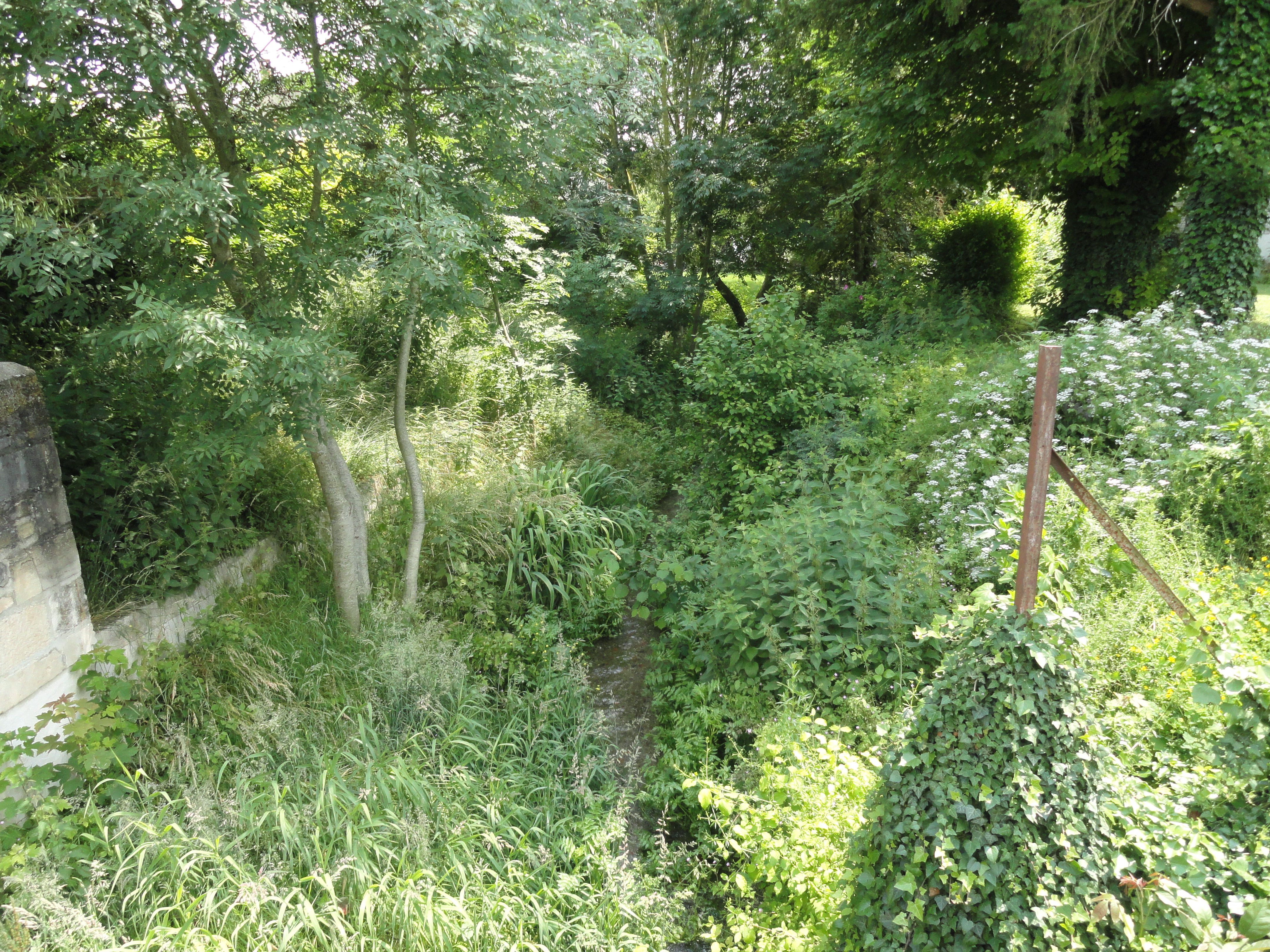
La Petite Guenelle.

La commune de Glannes s'étend sur environ 11 kilomètres d'est en ouest, à proximité de Vitry-le-François. L'altitude varie de 212 mètres, en Champagne crayeuse à l'ouest, à 97 mètres, dans la vallée de la Marne à l'est.
Glannes est un village-rue. Il est traversé par la Petite Guenelle qui, après avoir conflué avec la Charonne, devient la Guenelle à l'est du village. Cette partie de la commune est boisée et est également arrosée par la Marne, qui sert de frontière avec Frignicourt. Au nord du village, on trouve notamment la Côte de la Bertaude et le Mont Vignereux qui accueillent le vignoble de Champagne. Vers l'ouest, deux écarts font partie de la commune de Glannes : la ferme de la Perthe et la Cense du Puits.
|         | Blacy   |             |
| Sompuis | Glannes | Frignicourt |
|         | Huiron  |             |

### Hydrographie
La commune est dans la région hydrographique « la Seine de sa source au confluent de l'Oise (exclu) » au sein du bassin Seine-Normandie. Elle est drainée par la Marne, la Guenelle, la Charonne et,.
La Marne  prend sa source sur le plateau de Langres, dans la commune de Saints-Geosmes (Haute-Marne) et se jette dans la Seine entre Charenton-le-Pont et Alfortville (Val-de-Marne) dans le quartier de Conflans-l'Archevêque.
La Guenelle, d'une longueur de 30 km, prend sa source dans la commune  et se jette  dans la Marne à Mairy-sur-Marne, après avoir traversé onze communes.

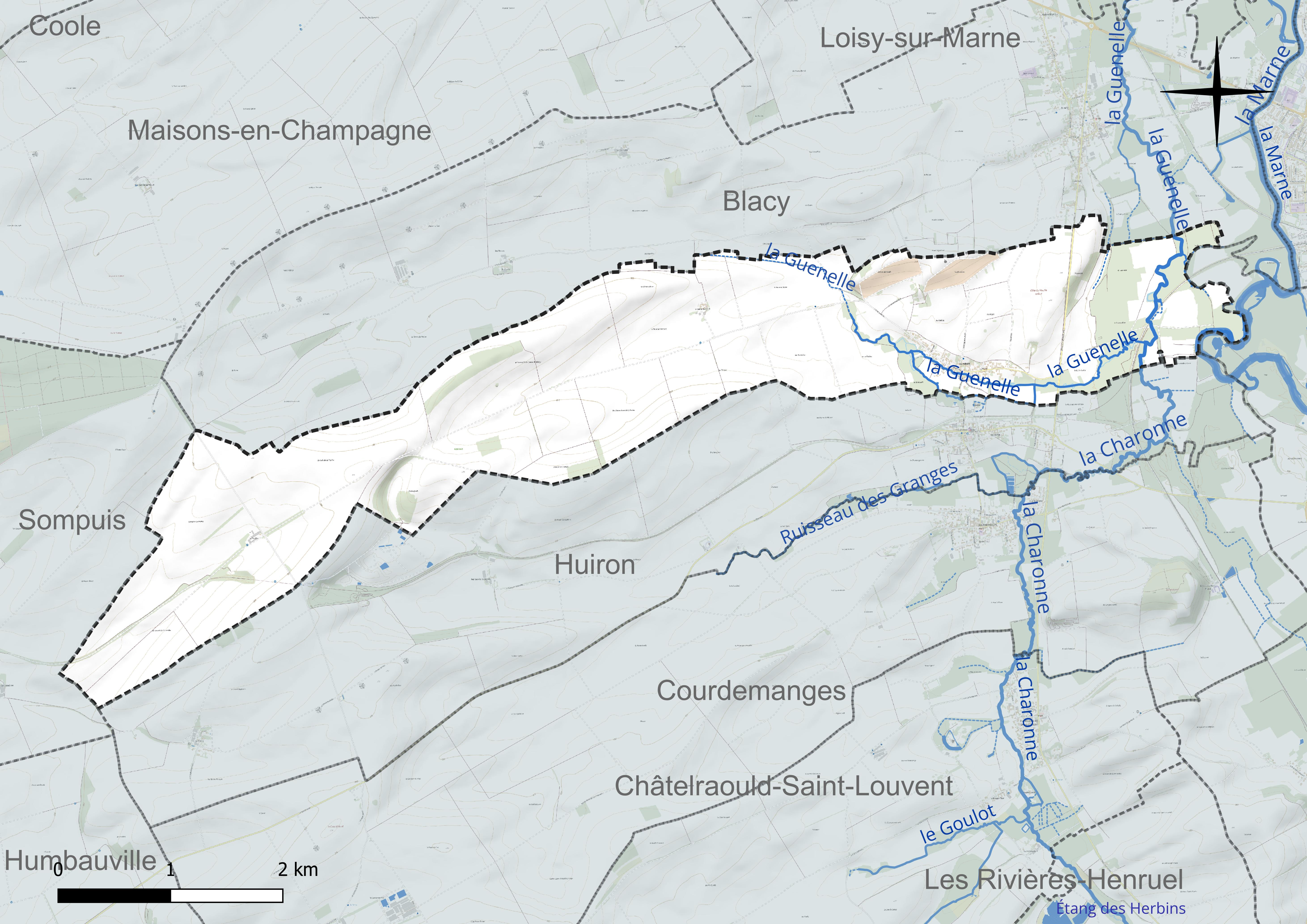
Réseau hydrographique de Glannes.

La Charonne, d'une longueur de 11 km, prend sa source dans la commune de Saint-Chéron et se jette  dans la Guenelle sur la commune, après avoir traversé six communes.

### Climat
Pour des articles plus généraux, voir Climat du Grand Est et Climat de la Marne.
En 2010, le climat de la commune est de type climat océanique dégradé des plaines du Centre et du Nord, selon une étude du Centre national de la recherche scientifique s'appuyant sur une série de données couvrant la période 1971-2000. En 2020, Météo-France publie une typologie des climats de la France métropolitaine dans laquelle la commune est exposée à un climat océanique altéré et est dans la région climatique  Nord-est du bassin Parisien, caractérisée par un ensoleillement médiocre, une pluviométrie moyenne régulièrement répartie au cours de l’année et un hiver froid (3 °C).
Pour la période 1971-2000, la température annuelle moyenne est de 10,7 °C, avec une amplitude thermique annuelle de 15,7 °C. Le cumul annuel moyen de précipitations est de 743 mm, avec 12 jours de précipitations en janvier et 8,2 jours en juillet. Pour la période 1991-2020, la température moyenne annuelle observée sur la station météorologique de Météo-France la plus proche, « Frignicourt », sur la commune de Frignicourt à 4 km à vol d'oiseau, est de 11,5 °C et le cumul annuel moyen de précipitations est de 694,6 mm. 
La température maximale relevée sur cette station est de 41,7 °C, atteinte le 25 juillet 2019 ; la température minimale est de −22 °C, atteinte le 9 janvier 1985,,.
Les paramètres climatiques de la commune ont été estimés pour le milieu du siècle (2041-2070) selon différents scénarios d'émission de gaz à effet de serre à partir des nouvelles projections climatiques de référence DRIAS-2020. Ils sont consultables sur un site dédié publié par Météo-France en novembre 2022.

## Urbanisme

### Typologie
Au 1er janvier 2024, Glannes est catégorisée bourg rural, selon la nouvelle grille communale de densité à sept niveaux définie par l'Insee en 2022.
Elle est située hors unité urbaine. Par ailleurs la commune fait partie de l'aire d'attraction de Vitry-le-François, dont elle est une commune de la couronne,. Cette aire, qui regroupe 73 communes, est catégorisée dans les aires de moins de 50 000 habitants,.

### Occupation des sols
L'occupation des sols de la commune, telle qu'elle ressort de la base de données européenne d’occupation biophysique des sols Corine Land Cover (CLC), est marquée par l'importance des territoires agricoles (90,7 % en 2018), une proportion sensiblement équivalente à celle de 1990 (90,5 %). La répartition détaillée en 2018 est la suivante : 
terres arables (83,4 %), forêts (7,7 %), prairies (3,2 %), cultures permanentes (2,3 %), zones agricoles hétérogènes (1,8 %), zones urbanisées (1,6 %). L'évolution de l’occupation des sols de la commune et de ses infrastructures peut être observée sur les différentes représentations cartographiques du territoire : la carte de Cassini (XVIIIe siècle), la carte d'état-major (1820-1866) et les cartes ou photos aériennes de l'IGN pour la période actuelle (1950 à aujourd'hui).

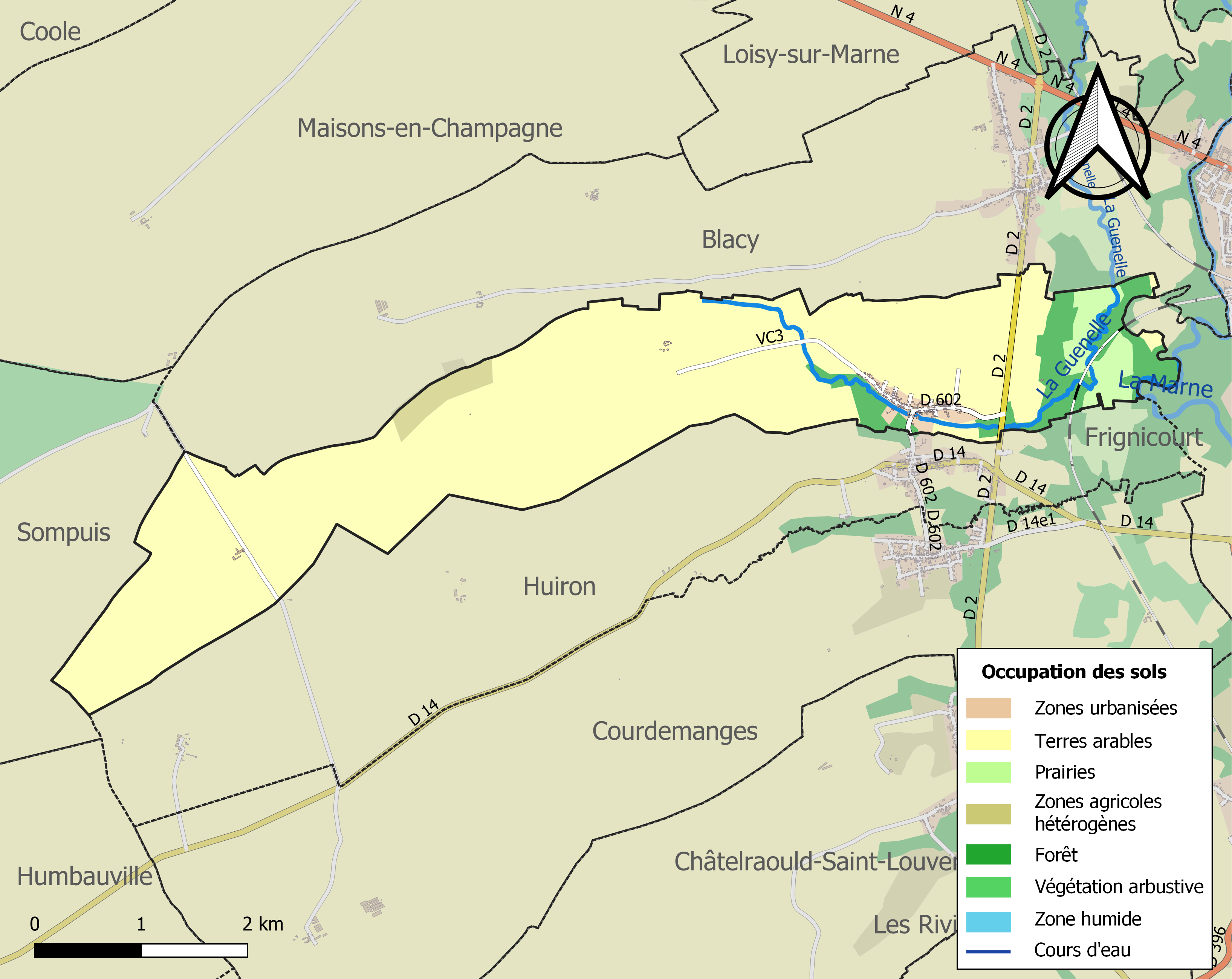
Carte des infrastructures et de l'occupation des sols de la commune en 2018 (CLC).

## Toponymie
Le nom de la localité est attesté sous les formes Glanna (1136) ; Glenne (1262) ; Glannez (1269) ; Glanne (1282) ; Glane (1556).

De la racine celtique *glennos (vallée), du gaulois Glanna (rive, berge),.
La Guenelle, affluent de la Chéronne ; prend sa source et arrose le territoire de Glannes.

## Histoire
Le village est incendié par les Allemands durant la Première Guerre mondiale. Il est alors détruit à 95 %
Dans la nuit du 4 au 5 août 1944, un avion de la Royal Air Force, le Halifax, s'écrase dans un champ près de Glannes. Les neuf aviateurs à son bord meurent. Depuis, un monument leur est dédié.

## Politique et administration

### Situation administrative
Lors de la Révolution française, Glannes fait partie du canton de Courdemanges. En 1801, elle intègre le canton de Vitry-sur-Marne. Celui-ci est divisé en deux en 1973, la commune est intégrée dans le canton de Vitry-le-François-Ouest. Dans le cadre du redécoupage cantonal de 2014 en France, la commune fait désormais partie du canton de Vitry-le-François-Champagne et Der.

### Intercommunalité
Depuis 1993, Glannes appartenait à la communauté de communes du Mont Morêt. En 2013, elle rejoint avec les autres communes de son intercommunalité la communauté de communes Vitry, Champagne et Der.

### Liste des maires

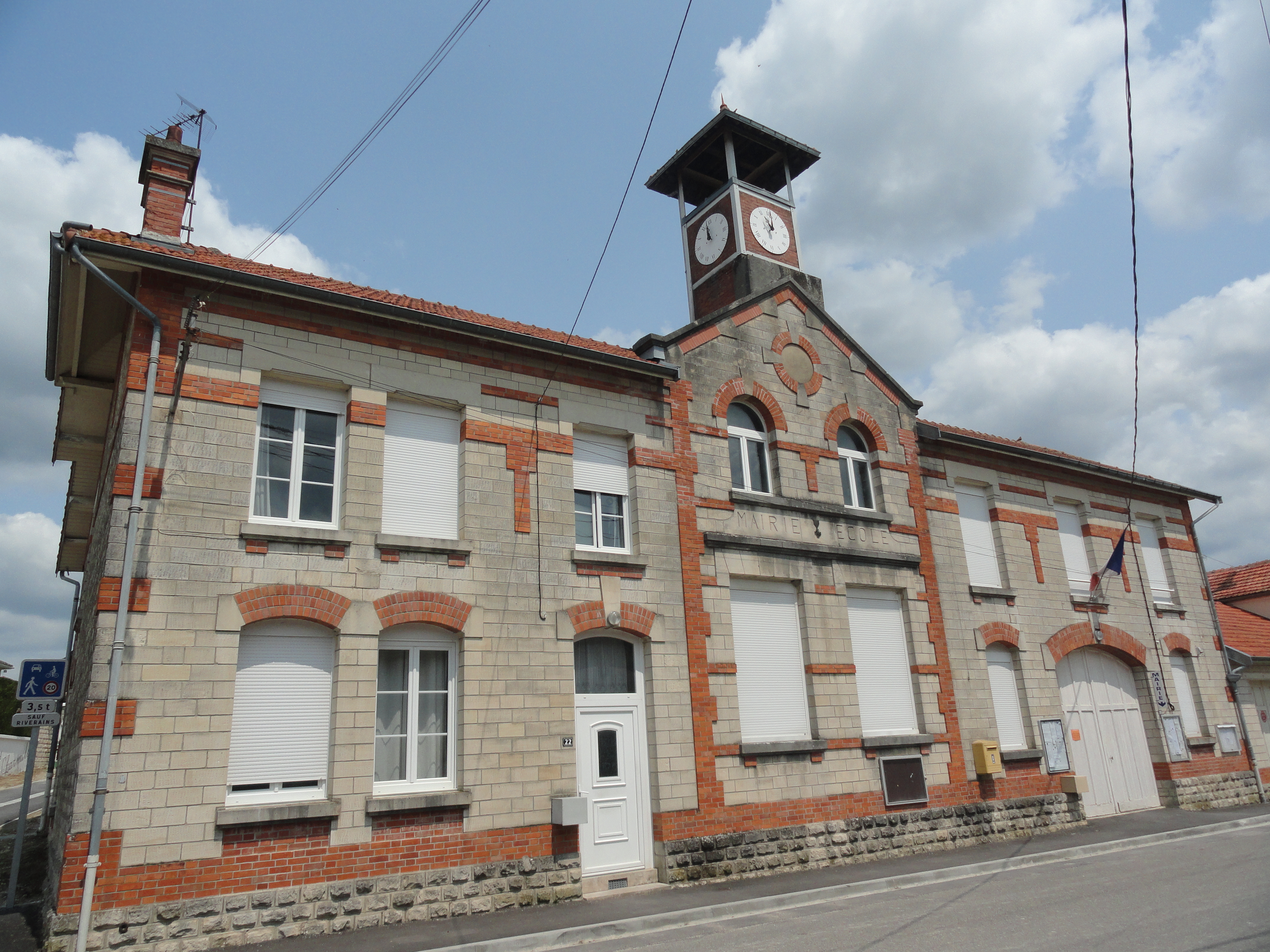
La mairie.

| Période                                  | Période                      | Identité         | Étiquette | Qualité |
| ---------------------------------------- | ---------------------------- | ---------------- | --------- | ------- |
| Les données manquantes sont à compléter. |                              |                  |           |         |
| avant 1981                               | ?                            | Marius Parnisari |           |         |
|                                          | juin 2004                    | Christian Varre  | SE        |         |
| juin 2004                                | 2014                         | Monique Martin   |           |         |
| 2014                                     | En cours (au 4 juillet 2014) | David Collot     |           |         |

## Démographie
Les habitants de la commune sont les Glanniats et les Glanniates.
L'évolution du nombre d'habitants est connue à travers les recensements de la population effectués dans la commune depuis 1800. Pour les communes de moins de 10 000 habitants, une enquête de recensement portant sur toute la population est réalisée tous les cinq ans, les populations de référence des années intermédiaires étant quant à elles estimées par interpolation ou extrapolation. Pour la commune, le premier recensement exhaustif entrant dans le cadre du nouveau dispositif a été réalisé en 2007.

En 2022, la commune comptait 184 habitants, en évolution de −3,16 % par rapport à 2016 (Marne : −1,19 %, France hors Mayotte : +2,11 %).
| 1800 | 1806 | 1821 | 1831 | 1836 | 1841 | 1846 | 1851 | 1856 |
| ---- | ---- | ---- | ---- | ---- | ---- | ---- | ---- | ---- |
| 373  | 366  | 355  | 338  | 322  | 311  | 299  | 295  | 296  |

| 1861 | 1866 | 1872 | 1876 | 1881 | 1886 | 1891 | 1896 | 1901 |
| ---- | ---- | ---- | ---- | ---- | ---- | ---- | ---- | ---- |
| 295  | 308  | 274  | 253  | 288  | 266  | 266  | 244  | 240  |

| 1906 | 1911 | 1921 | 1926 | 1931 | 1936 | 1946 | 1954 | 1962 |
| ---- | ---- | ---- | ---- | ---- | ---- | ---- | ---- | ---- |
| 238  | 219  | 149  | 158  | 179  | 176  | 174  | 171  | 161  |

| 1968 | 1975 | 1982 | 1990 | 1999 | 2006 | 2007 | 2012 | 2017 |
| ---- | ---- | ---- | ---- | ---- | ---- | ---- | ---- | ---- |
| 138  | 137  | 133  | 172  | 149  | 158  | 159  | 179  | 189  |

| 2022 | - | - | - | - | - | - | - | - |
| ---- | - | - | - | - | - | - | - | - |
| 184  | - | - | - | - | - | - | - | - |

## Économie

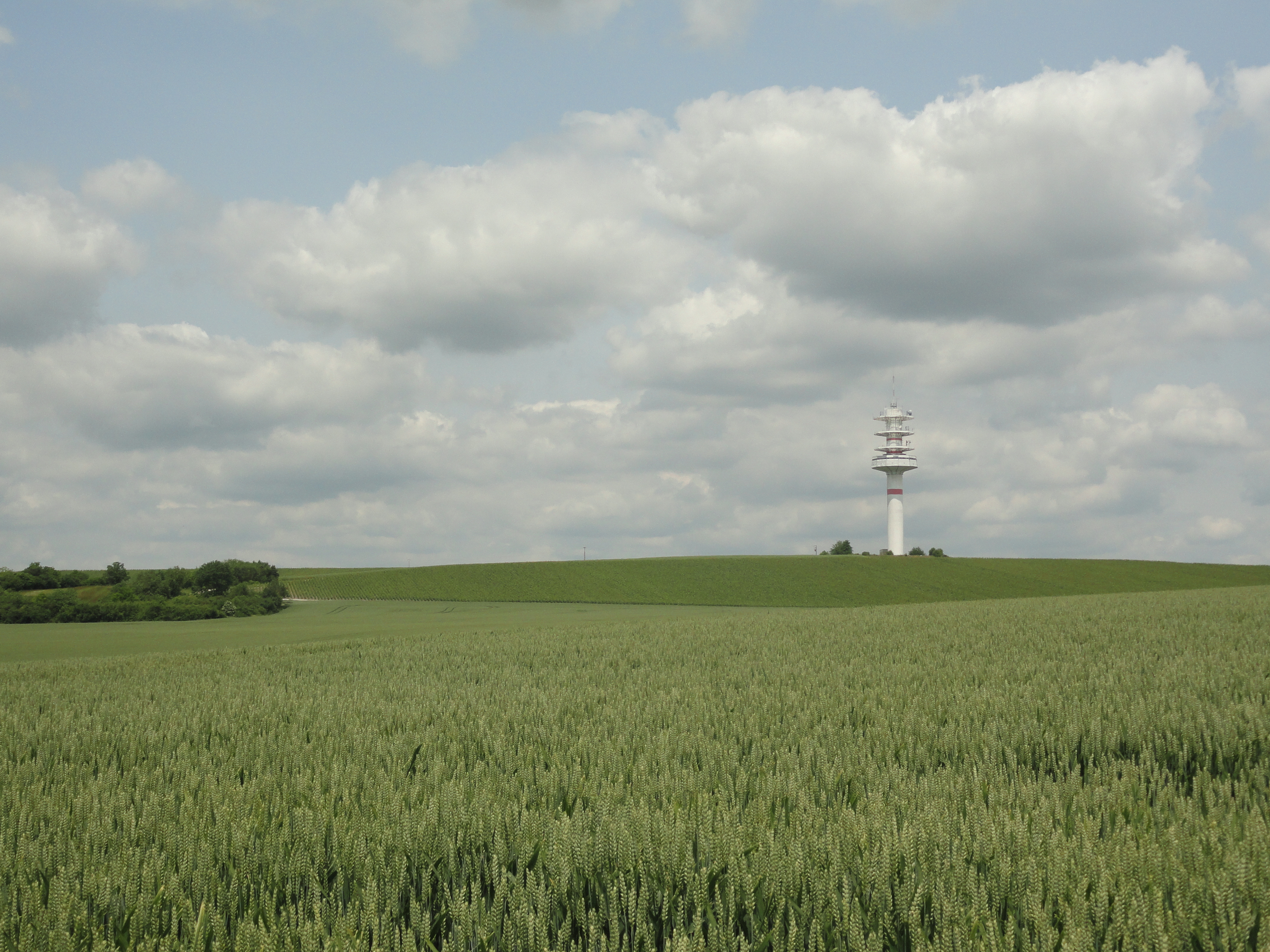
Le Mont Vignereux.

Le territoire de la commune accueille, au nord, la tour de télécommunication du Mont Vignereux. À 155 mètres d'altitude, elle comprend un transmetteur radio FM, émettant sur le Vitryat.
Les flancs du Mont Vignereux (la Côte de la Berthaude et les Chaînées) sont plantés de vignes. Celles-ci sont classées en AOC Champagne depuis 1988.

## Lieux et monuments
Si le village ne possède pas d'église, il compte plusieurs monuments :
- Le monument aux aviateurs de la Royal Air Force, inauguré le 11 mai 1947[24].
- Le monument aux morts de la Première Guerre mondiale, inauguré en octobre 1925[34].